# Mark Robson
Mark Robson (Montreal, 4 december 1913 – Londen, 20 juni 1978) was een Canadees filmregisseur.

## Levensloop
Mark Robson studeerde politicologie, economie en rechten. Hij begon zijn carrière in de filmindustrie in 1932 bij de rekwisietenafdeling van 20th Century Fox en later als assistent bij de decorafdeling van die studio. In 1935 kwam hij terecht bij RKO, waar hij al spoedig filmeditor werd. Hij was toen de assistent van Robert Wise tijdens de montage van de films Citizen Kane (1941) en The Magnificent Ambersons (1942) van Orson Welles. Daarnaast werkte hij voor filmproducent Val Lewton aan zijn goedkope horrorfilms, eerst als filmeditor (onder andere aan Cat People uit 1942), later als regisseur. Hij regisseerde vijf films voor Lewton. Veel van de door hem geregisseerde films, waaronder Robsons regiedebuut The Seventh Victim (1943), worden tegenwoordig gerekend tot de beste horrorfilms die RKO heeft gemaakt.
Na zijn tijd bij RKO ging hij werken voor verscheidene producenten in een grote verscheidenheid aan genres en stijlen. Zo had hij succes met onder andere de boksfilm Champion en Home of the Brave (beiden 1949), een van de eerste films die draaide om het onderwerp racisme. Commerciële successen volgden in de jaren vijftig met onder andere het oorlogsdrama The Harder They Fall (1956) en de kaskraker Peyton Place (1957), tot dan toe zijn commercieel meest succesvolle film. Voor deze film kreeg hij zijn eerste Oscarnominatie. In de jaren zestig had hij succes met onder andere Von Ryan's Express (1965) en Valley of the Dolls (1967), die ondanks zeer slechte recensies een groot publiek wist te trekken.
Verscheidene van zijn films had hij ook geregisseerd. Samen met Robert Wise en Bernard Donnenfeld vormde hij in 1971 zijn eigen productiemaatschappij, The Filmmakers Group, die in 1974 werd vervangen door een partnerschap, de Tripar Group. In 1974 bracht hij de uiterst succesvolle rampenfilm Earthquake uit, met onder andere Charlton Heston in een van de hoofdrollen.
Robson kreeg in 1978 een hartaanval tijdens de opnamen van zijn laatste film, Avalanche Express (1979), in Noord-Italië. Hij stierf tien dagen later, op 64-jarige leeftijd, in een ziekenhuis in Londen.

## Filmografie
- 1943: The Seventh Victim
- 1943: The Ghost Ship
- 1944: Youth Runs Wild
- 1945: Isle of the Dead
- 1946: Bedlam
- 1949: Champion
- 1949: Roughshod
- 1949: Home of the Brave
- 1949: My Foolish Heart
- 1950: Edge of Doom
- 1951: Bright Victory
- 1951: I Want You
- 1953: Return to Paradise
- 1954: Hell Below Zero
- 1954: Phffft
- 1955: The Bridges at Toko-Ri
- 1955: A Prize of Gold
- 1955: Trial
- 1956: The Harder They Fall
- 1957: The Little Hut
- 1957: Peyton Place
- 1958: The Inn of the Sixth Happiness
- 1960: From the Terrace
- 1963: Nine Hours to Rama
- 1963: The Prize
- 1965: Von Ryan's Express
- 1966: Lost Command
- 1967: Valley of the Dolls
- 1969: Daddy's Gone A-Hunting
- 1971: Happy Birthday, Wanda June
- 1972: Limbo
- 1974: Earthquake
- 1979: Avalanche Express